# 오륜대 한국순교자박물관
오륜대 한국순교자박물관(五倫臺 韓國殉敎者博物館, 영어: Oryundae Korean Martyrs Museum)은 부산광역시 금정구 소재의 박물관이다.

## 개요
오륜대 한국순교자박물관은 조선말기 한국 순교자들의 교회유물 500여점, 민속품 1,200여점과 성화, 지본 등을 소장하고 있으며 한국순교복자수녀회의 수녀들에 의해 수집, 전시 보존되고 있다.
한국 순교 복자수녀회는 '복음 선포와 순교자 현양'을 목적으로 한국의 첫 가톨릭 사제인 성 김대건(안드레아)신부가 순교(1846년)한지 100주년 되던 해(1946년)에 창립된 수도회이다.
교회의 문화 유산들을 보다 체계적이고 안전하게 보관하기 위하여 마펠 윤병현(안드레아) 수녀와 쁘로마뗄 홍은순(라우렌시오) 수녀가 한국순교자기념관 건립을 계획하던 중, 서울에 절두산순교기념관이 건립되어, 지방 교유들을 위해 제2의 도시 부산에 건립 계획을 세웠으며, 이때 당시 가톨릭 부산교구 교구장인 최재선(요한)주교의 협조로 이곳에 오륜대 수도원을 1969년 6월 13일 설립하게 되었고, 이 후 1982년 9월 25일 오륜대 한국순교자기념관을 개관하고 2009년 3월 2일 한국순교자박물관으로 등록되었다.
박물관 경내에는 한국순교성인들의 유해를 모신 순교자성당과 1868년 수영 장대에서 순교한 부산 동래 출신의 순교자들의 묘소가 있어 오륜대 성지라 불리기도 한다.

## 연혁
- 1969. 6. 13 한국순교복자수녀회 오륜대 수도원 설립(부산 순교자 100주년 기념) 오륜대 분원 ‘겨자당’ 축성식
- 1973. 3. 12 ‘대건당’ 건축 기공식
- 1974. 3. 13 공동창립자 마뗄 윤병현 · 쁘로마뗄 홍은순 수녀 오륜대 분원에 정주
- 1975. 8. 2 순교자 성당 제대 뒷벽에 한국 순교성인 유해 26위 안치
- 1976. 9. 30 오륜대 한국순교자기념관 기공식
- 1977. 7. 20 순교자 성당 축성식
- 1977. 9. 19 명장동에 있던 부산 순교자 묘소 이장 (1868년 6월 수영장대 8위 순교자 : 순교자 이정식 요한, 이삼근 베드로, 이관복 프란치스코, 박조이 마리아, 양재현 마르티노, 차장득 프란치스코, 이월주 프란치스코, 옥소사 바르바라)
- 1977. 9.1~30 골조만 세워진 기둥에 성 김대건 신부 일대기 성화 사진 전시
- 1981. 2. 14 오륜대 한국순교자기념관 완공
- 1981. 10. 5 오륜대 한국순교자기념관 축성식. 척화비 복제, 라파엘호 모형 제작, 십자가의 길, 묵주기도의 길, 성모동굴 조성
- 1982. 9. 25 오륜대 한국순교자기념관 개관식(1·2층 한국천주교회사 전시실, 3층 민속품 전시실)
- 1985.5.6~30 103위 한국순교성인 시성 기념물·애국지사 안중근 도마 · 일본에서 순교한 한국 순교자 전시코너 개설
- 1988. 7. 15 88올림픽 기념 국립박물관 특별전에 민속품 16점 출품(국립박물관 도록 ‘한국의 미’ 에 출품 민속품 게재)
- 1988.10. 3 성체성년 기념으로 제구·제의 등 전례 코너 개설
- 1989. 4. 10 농기구장 전시실 개설
- 1989. 6. 17 옛날 항아리와 장독대 개설
- 1989. 7. 31 김인순(누갈다) 기증 민속품 전시실·신정희 도자기 전시 코너 개설
- 1992. 3.~6. 미국 뉴욕 IBM Gallery 전시를 위해 민속품 10점 국립중앙박물관에 대여
- 1994. 5. 18 다산정 건축
- 1996. 4. 13 성 김대건 신부 순교 150주년, 최양업 신부 탄생175주년 기념비 건립
- 1996. 9. 15 최양업 신부 동상 건립
- 1997. 9. 26 개관 15주년 행사(서울 세실 합창단 공연)
- 1997.10. 2 제주교구 100주년 행사에 성 김대건, 최양업 신부 일대기 순교화 및 형구 전시회
- 2000. 2. 4 2000년 대희년 기념비 제막식
- 2000. 5. 16 현대 순교자 김선영 신부·조선족 유물 저시 코너 개설
- 2000.9. 1 대희년·성 김대건 신부, 최양업 신부 특별전시실 개설
- 2001. 9. 10 미국 뉴저지에서 순교자 현양 전시회
- 2003. 1. 7 이문근 신부 관련 자료 전시
- 2003. 9 동정부부 순교자 이 누갈다 · 유 요한 성화전
- 2004. 9 시복시성을 기다리는 윤지충과 동료 순교자 124위 중 “초대 교회의 증거자와 순교자”성화전
- 2005. 9 성 김대건 신부 일대기 성화전
- 2006. 9 성 김대건 신부 순교 160주년 기념 한국 순교자들의 성화전 - 시복에서 시성까지(1925년~1984년)
- 2007. 9
  - 박해기에 쓰여진 조선 교우들의 서한 10점 , 자료제공 : 부산교구 전수홍(안드레아) 신부
  - 시복시성을 기다리는 124명 중 1791년부터 1801년 4월에 순교한 순교자 성화전(24점)
  - 부산교구 시복시성 신청자 3명 성화전 김범우(토마스) · 이정식(요한) · 양재현(마르티노)
- 2008. 9
  - 시성시복을 기다리는 순교자들(“하느님의 종 124위”)
  - 박해기에 쓰여진 조선 교우들의 서한
- 2009. 3. 2 부산시에 “오륜대 한국순교자박물관”으로 박물관 등록
- 2009.7.28 - 9.20 경상남도 박물관 미술관 연합전시 <미래를 담는 그릇> 2점 출품
- 2009. 9 한국 순교자 시성 25주년 기념〈한국 103위 성인 성화전>
- 2009. 11. 3-15 기획재정부 복권기금 지원사업 연합전 <오색창연>참여
- 2010. 5. 1-5. 30 성모성월 특별전 <벨기에 성모전>
- 2010.9.2-10.26 안중근 토마스 순국 100주년 기념 <평화의 사도 안중근 토마스>
- 2010. 5. 1 화가 이정태 기증 - 124위 순교자 성화 <사람은 무엇으로 사는가>
- 2010.10.18- 12.15 경운박물관 <아름다운 시작> 궁중유물 3점 대여
- 2010.11.2-12.31 초대 작가전 <사람은 무엇으로 사는가> - 작가 : 이정태
- 2011. 4.20-6.13 국립민속박물관<모자와 신발 -머리에서 발끝까지> 관모 5점 대여
- 2011. 5.1- 31 성모성월 특별전 <Fiat-그대로 내게 이루어지소서>
- 2011.9.20-12.31 최양업 신부 선종 150주년 기념 특별전 <땀의 순교자 최양업 토마스>
- 2011.10.12-22
  - 한국전통매듭연구회 <손에서 손으로 전해온 우리매듭> 가마출품- 중요무형문화재전수회관
  - 중요무형문화재 제 22호 매듭장 김희진 선생 가마장식 매듭 일습 기증
- 2012. 5. 1- 9.30 박물관 개관30주년 기념 초대 작가전 <엄마생각 ․ 하늘생각> -작가 : 김종숙 요안나
- 2012. 9. 3-10.31 박물관 개관 30주년 기념 기증유물 특별전 <皇家의 氣品 - 天主敎와 皇家의 만남>
- 2013. 1.30- 5. 5 울산대곡박물관<천주교의 큰 빛, 언양(彦陽) -구원을 찾아온 길> 유물 11점 대여
- 2013.06.25-09.01 국립고궁박물관<아름다운궁중자수> 궁중유물 5점 대여
- 2013.11.01-12.22 ‘의왕 원유관’ 국가문화재 지정 기념 특별전 <의왕 원유관 새롭게 빛나다 - 조선의 쓰개와 머리 장신구>

## 교통
도시철도
- ● 부산 도시철도 1호선 장전역 하차 후 마을버스 환승 (4번 출구 앞 5번 환승)

버스
- 19, 29-1, 49-1, 51-1, 77, 80-1, 100, 121, 130-1, 178, 301, 1002(심야) - 장전역 정류소에서 하차 후 마을버스 환승 (4번 출구 앞 5번 환승)
- 36, 50, 148, 178, 1002 - 금정구청 정류소에서 하차 도보 15분 거리

## 시설
- 3층: 김인순 누갈다 전시관, 도예작품 전시관, 대희년 특별 전시실
- 2층: 한국교회사 전시관, 궁중유물전시관, 오륜당, 성모성년특별전시실, 기념자료전시관
- 1층: 한국천주교회사 전시관, 형구 전시관

## 관람 안내
- 관람 시간: 매일 10:00~17:00
- 휴관일: 매주 월요일과 1월 1일, 설날, 추석